# Silvia Gubern
Silvia Gubern (Barcelona, 1941) es una artista, poeta, diseñadora y sanadora española. 

## Trayectoria profesional
Fue de la primera promoción de la Escuela de Diseño e Ingeniería ELISAVA, además de una joven pionera en los años 60 como pintora en la escena de la vanguardia artística catalana. Es referente en las llamadas prácticas artísticas efímeras, performativas, pobres y conceptuales en Cataluña a finales de los 60 y en los 70. Cocreadora de la experiencia de vida en común y el laboratorio de ideas estéticas del grupo de Barcelona llamado El Maduixer (con Jordi Galí, Antoni Llena y Àngel Jové), con quien produce en 1969 en el Jardín de Maduixer (casa de Sílvia Gubern y Jordi Galí) una exposición sobre arte povera y arte conceptual . Esta será una de las primeras muestras introducidas en Cataluña y el Estado español , así como la videocreación "Primera Mort" ("Primera Muerte") (1970), punto de partida de la historia del videoarte en el Estado español. En los años 80, sus propuestas de diseño de estampados por la casa Mariquita y desde 1986 por la empresa Transtam fueron celebradas y forman parte del capítulo de la emergencia del diseño en la Barcelona posmoderna. En este campo también realizó portadas de libros y discos, carteles, una intervención en el desaparecido restaurante Marfil (Barcelona), y el logotipo y la decoración interior (junto con Àngel Jové) de la primera y la segunda sala Zeleste (Barcelona). Realizó exposiciones de manera periódica en la Sala Vinçon (Barcelona).
En 1995 ofreció una exposición antológica Y que estimaré sacado del enigma... en el Centro de Arte Santa Mònica (Barcelona) y en 1993 realizó el encargo de una escultura pública Fenixia al Paseo de las Cascadas de Barcelona. Ha publicado varios libros de poemas: Imperdibles (Tusquets, 1991) , La puerta de los lindes (Auquien Salambo, 1992)  y Silvas (Linklingua,2007) .
Sus obras visuales y plásticas se han podido ver puntualmente en estas últimas décadas en diferentes espacios: Can Bordoi (Llinars del Vallès), Llibreria Pròleg de Barcelona, la colección La relació de DUODA (UB) , la Naucoclea (Camallera, Girona), la cripta del FAD (Barcelona) y en varias colectivas del MACBA.

## Sanadora
Un grave accidente y la necesidad de pasar por un proceso de trabajo personal, la llevan a dejar de lado el mundo del arte y la cultura contemporánea, primero de forma intermitente y después de manera indefinida. Desde los años 90, Silvia Gubern se ha dedicado a profundizar en el estudio de varias tradiciones de conocimiento occidentales y orientales (saberes científicos como física cuántica, psicología, cábala, alquimia) que le habían llamado la atención desde su juventud. Mantiene las manos abiertas a la creación a través de la escritura automática y el dibujo canalizado  -dictado desde esferas trascendentales. 
Vive en Llinars del Vallès dedicada al que denomina arte sanador, una vía de creatividad abocada a reunificar las ramas del árbol del conocimiento que han sido desconectadas en estos últimos siglos: Ciencia, Arte y Espíritu. 